# Södermanlands runinskrifter 9
Södermanlands runinskrifter 9 är en runsten i Lifsinge i Dillnäs socken och Gnesta kommun i Södermanland. 
Den är en av de så kallade Ingvarsstenarna som restes efter de män som färdades och förolyckades i det ödesdigra Ingvarståget.

## Stenen
Stenen upptäcktes 1857 av friherre A. V. Stjernstedt, som vid uppodling av den så kallade Herrmanshagen mellan Nibble och Lifsinge, lät vända på ett antal olika brottstycken, varigenom ristningen kom i dagen. Stenen var då sönderslagen i fem bitar men genom Erik Brates försorg togs delarna till vara 1899. Den lagades och restes på nytt nära fyndplatsen 1934. En gångväg mellan Nibble och Lifsinge leder över en höjd i stenens närhet och den står cirka 500 meter sydost om Sö 8.  
På höjden finns ett flertal forngravar och Herrmanshagen som plöjdes upp för odling på 1800-talet, var en nu helt bortodlad och försvunnen ättehage.
Stenens material är granit och den är omkring två meter hög, 1,4 meter bred och 0,35 meter tjock. Den är fastmurad på berghällen. Motivet är ornerat med två runormar sedda i fågelperspektiv och vars slingor innesluter ett kristet kors. Korset har utlöpare i Ringerikestil och runor mellan korsarmarna. Ormarnas svansar är sammanknutna i motivets övre del och deras kroppar hänger slaka i ytterkanten på var sida. 

## Se även

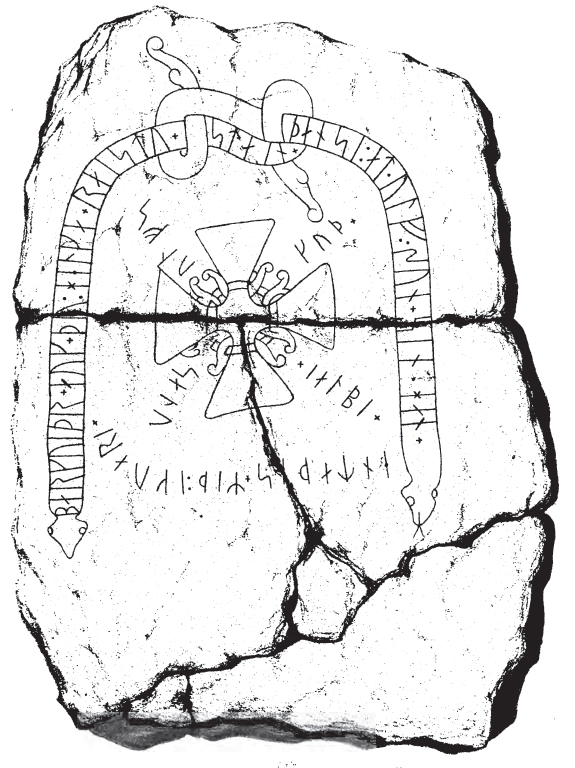
Richard Dybecks bild från 1857

## Inskriften
Inskriften med runor:
ᛒᛅᚱᚴᚢᛁᚦᚱ × ᛅᚢᚴ × ᚦᚢ ᛬ ᚼᛁᛚᚴᛅ × ᚱᛅᛁᛋᛏᚢ × ᛋᛏᛅᛁᚾ × ᚦᛅᚾᛋᛁ ᛬ ᛅᛏ ᛫ ᚢᛚᚠ ᛬ ᛋᚢᚾ ᛫ ᛋᛁᚾ ᛫ ᚼᛅᚾ × ᛂᚾᛏᛅᚦᛁᛋ ᛭ ᛘᛁᚦ ᛬ ᛁᚴᚢᛅᚱᛁ ᛭ ᚴᚢᚦ ᛭ ᚼᛁᛅᛚᛒᛁ ᛭ ᛋᛅᛚᚢ ᚢᛚᚠᛋ ×
Translitterering av runraden:
barkuiþr × auk × þu : helka × raistu × stain × þansi : at · ulf : sun · sin · han × entaþis + miþ : ikuari + kuþ + hialbi + salu ulfs ×
Normalisering till runsvenska:
Bergviðr/Barkviðr ok þau Hælga ræistu stæin þannsi at Ulf, sun sinn. Hann ændaðis með Ingvari. Guð hialpi salu Ulfs.
Översättning till nusvenska:
Bergvid/Barkvid, han och Helga, reste denna sten efter Ulv, sin son. Han ändades med Ingvar. Gud hjälpe Ulvs själ.